# Cornufer elegans
Cornufer elegans es una especie de anfibios de la familia Ceratobatrachidae.

## Distribución geográfica
Es endémica de Bougainville (Papúa Nueva Guinea). 